# Bibeleskæs
Le bibeleskæs (en bas-alémanique du nord et en francique lorrain ; bibbalakaas en bas-alémanique du sud et en haut-alémanique ; bibeleskäse en allemand ; littéralement fromage de poussin) est une spécialité culinaire issue de la cuisine alémanique, à base de fromage blanc, d'ail, d'échalote et de ciboulette. Il s'agit d'un plat traditionnel de la gastronomie alsacienne et mosellane.
Pour élaborer ce mets, on emploie le caillé égoutté, mélangé à de la crème fraîche, de l'ail et de la ciboulette, le tout assaisonné de sel et de poivre, accompagnant généralement des pommes de terre cuites en robe des champs. Selon les variantes, on peut déposer un morceau de fromage de munster ou des fines tranches de lard sur l'assiette.

## Origine
Bibeleskæs signifie en traduction littérale « fromage des poulettes ». À l'origine, il s'agit d'une préparation destinée à nourrir les petits poussins. Il est alors constitué de caillé, d'avoine et de son.